# 1838

## أحداث
- تأسيس مدينة ريوبامبا وتقع حاليا في الإكوادور.
- تأسيس مدينة سكيكدة وتقع حاليا في الجزائر.
- تأسيس مدينة بالارات وتقع حاليا في أستراليا.
- تأسيس مدينة نوفوروسياسك وتقع حاليا في روسيا.
- تأسيس مدينة بوتشيفستروم وتقع حاليا في جنوب أفريقيا.
- تأسيس مدينة غيلونغ وتقع حاليا في أستراليا.
- تأسيس مدينة ميكيلي وتقع حاليا في فنلندا.
- 30 أبريل - نيكاراغوا تعلن استقلالها عن اتحاد أمريكا الوسطى.
- 26 مايو - المهاجرون الجدد إلى أمريكا يجبرون قبائل الشيروكي (من السكان الأصليين للبلاد) على مغادرة أماكن معيشتهم. قتل 4000 شخص نتيجة لذلك.
- يقوم محمد علي باشا باعتقال الأمام فيصل بن تركي ويعين محمد علي باشا خالد بن سعود اميرا للرياض وبقي فيها ثلاث سنين فقط.

## مواليد
- أريتومو ياماغاتا
- باولو بوسيللي
- بوعمامة
- تشارلس شيروود ستراتون
- توبياس ميخائيل كايل آسر
- جورج بيزيه
- خيندروب غياتسو
- شيغينوبو أوكوما
- محمد بن صباح الصباح
- هنري بروكس آدمز
- هنري ريتشاردسون
- ويليم هنري بيركين
- عباس الزيوري
- عبد الرحمن القره داغي
- محمود سامي البارودي
- محمد عبد الجواد القاياتي
- يوجين لوفيبور

## وفيات
- فريدريش سيزار
- لورنزو دابونتي
- وليام كلارك (مستكشف)
- فرانشيسكو سالفوليني، عالم مصريات إيطالي.

## إنشاءات
- حديقة آرتيس